# Гаврилов, Юрий Юрьевич
Ю́рий Ю́рьевич Гаври́лов (род. 29 мая 2002, Москва) — российский футболист, полузащитник гродненского «Немана». Сын советского и российского футболиста Юрия Гаврилова.

## Биография
Родился в Москве.
В 2008 году начал заниматься футболом в академии московского «Спартака», первый тренер Вадим Олегович Романцев. В сентября 2020 года перешёл в молодёжную команду клуба «Родина».
В январе 2021 года пополнил состав молодёжной команды клуба «Олимп-Долгопрудный».
18 июля 2021 года в матче Второго дивизиона против «Шинника» дебютировал в профессиональном футболе за «Олимп-Долгопрудный-2».
В апреле 2023 года пополнил состав казахстанского клуба «Экибастуз». 6 апреля 2023 года в матче против «Кайрат-Жастар» дебютировал в Первой лиге.
21 марта 2024 года присоединился к белорусскому клубу «Белшина». 6 апреля 2024 года в матче против «Слонима-2017» дебютировал в Первой лиге.
15 января 2025 года подписал контракт с гродненским «Неманом». В феврале 2025 года во время УТС получил перелом ключицы со смещением. 14 июня 2025 года в матче против БАТЭ дебютировал в Высшей лиге.

## Статистика выступлений
| Выступление          | Выступление      | Выступление      | Лига | Лига | Кубки | Кубки | Еврокубки | Еврокубки | Итого | Итого |
| Клуб                 | Лига             | Сезон            | Игры | Голы | Игры  | Голы  | Игры      | Голы      | Игры  | Голы  |
| -------------------- | ---------------- | ---------------- | ---- | ---- | ----- | ----- | --------- | --------- | ----- | ----- |
| Олимп-Долгопрудный-2 | Второй дивизион  | 2021/22          | 6    | 0    | —     | —     | —         | —         | 6     | 0     |
| Олимп-Долгопрудный-2 | Итого            | Итого            | 6    | 0    | —     | —     | —         | —         | 6     | 0     |
| Экибастуз            | Первая лига      | 2023             | 17   | 0    | —     | —     | —         | —         | 17    | 0     |
| Экибастуз            | Итого            | Итого            | 17   | 0    | —     | —     | —         | —         | 17    | 0     |
| Белшина              | Первая лига      | 2024             | 32   | 7    | 3     | 3     | —         | —         | 35    | 10    |
| Белшина              | Итого            | Итого            | 32   | 7    | 3     | 3     | —         | —         | 35    | 10    |
| Неман (Гродно)       | Высшая лига      | 2025             | 2    | 0    | 0     | 0     | 0         | 0         | 2     | 0     |
| Неман (Гродно)       | Итого            | Итого            | 2    | 0    | 0     | 0     | 0         | 0         | 2     | 0     |
| Всего за карьеру     | Всего за карьеру | Всего за карьеру | 57   | 7    | 3     | 3     | 0         | 0         | 60    | 10    |